# هتل بابیلون واریک
هتل بابل یا هتل بابیلون واریک (عربی: فندق بابل أو بابيلون ورويك) هتلی است که در پایتخت عراق در خیابان الکراده و مشرف به رود دجله در منطقه الجادریه قرار دارد.

## تاریخچه
هتل بابیلون به صورت یک هرم مدرج توسط یک مهندس معماری از اسلواکی به نام ادوارد رافینکار برای ساختن در شهر بودوا در کوه سیاه در یوگسلاوی طراحی شده بود ولی وی این پروژه را در آن کشور ملغی کرده و تصمیم به درست کردن این ساختمان در محل جدیدی در بغداد گرفت. این هتل در ۱۹۸۲ با نام هتل اوبروی بابیلون و با مدیریت شرکت اوبروی برای هتل‌ها و خانه‌ها گشایش یافت. طراحی داخل هتل توسط مهندسی اهل هند به نام سونیتا کولی انجام شد. بعد از جنگ خلیج فارس در ۱۹۹۱ (جنگ اول بین آمریکا و عراق و بعد از اشغال کویت توسط عراق) شرکت اوبروی روابط خود را با این هتل قطع کرد و بعد از آن هتل توسط مدیریت محلی و عراقی اداره می‌شد.

## حملات تروریستی
این هتل دو بار مورد تعرض تروریستی قرار گرفت، بار اول در ۲۵ ژانویه ۲۰۱۰ که یک حمله تروریستی با ماشین منفجره بود و بار دوم در ۲۹ مه ۲۰۱۵ که اینبار نیز حمله تروریستی توسط یک ماشین منفجره انجام شد.
در اکتبر ۲۰۱۴ هتل بابل به مجموعه هتل‌های ورویک ملحق شد و این شرکت اقدام به بازسازی و تعمیرات و تغییرات در هتل نمود تا این هتل را به سطح هتل‌های بین‌المللی جدید خودش در سرتاسر عالم برساند.

## ویژگی‌ها
این هتل دارای ۳۰۰ اتاق و قسمت می‌باشد که مورد بازسازی و تعمیرات قرار گرفت و مانند اتاق‌های امروزی هتل‌های بین‌المللی شده‌است، این هتل دارای ۸ رستوران، خانه بهداشت، استخرهای روباز و سرپوشیده و سالن برای اجتماعات مختلف می‌باشد.